# فرانسيسكو أرسي
فرانسيسكو أرسي (بالإسبانية: Francisco Arce) ولد 2 أبريل 1971 في باراغواي، هو لاعب كرة قدم باراغواياني سابق كان يلعب كمدافع. سبق له أن لعب في كأس العالم لكرة القدم مع منتخب بلاده يدرب حالياً نادي أحد السعودي .

## المسيرة الاحترافية

### أندية لعب لها
- سيرو بورتينو
- غريميو بورتو أليغرينزي
- نادي بالميراس
- نادي غامبا أوساكا
- ليبيرتاد

## روابط خارجية
- فرانسيسكو أرسي على موقع الاتحاد الأوربي (الإنجليزية)
- فرانسيسكو أرسي على موقع رابطة كرة القدم اليابانية للمحترفين (اليابانية)
- فرانسيسكو أرسي على موقع قاعدة بيانات كرة القدم.إي يو (الإنجليزية)
- فرانسيسكو أرسي على موقع ناشيونال فوتبول تيمز (الإنجليزية)
- فرانسيسكو أرسي على موقع Soccerway.com (الإنجليزية)
- فرانسيسكو أرسي على موقع عالم كرة القدم.نت (الإنجليزية)
- فرانسيسكو أرسي على موقع اللجنة الأولمبية الدولية (الإنجليزية)
- فرانسيسكو أرسي على موقع أوليمبيديا (الإنجليزية)